# Pierre Chabert
Pierre Chabert ( 1796 - 1867 ) fue un botánico francés .

## Honores

### Epónimos
- (Apiaceae) Carum chabertii Batt.[1]

- (Asteraceae) Cirsium chabertii Gand.[2]

- (Asteraceae) Hieracium × chabertii Wolf[3]

- (Asteraceae) Senecio chabertii Gand.[4]
- La abreviatura «P.Chabert» se emplea para indicar a Pierre Chabert como autoridad en la descripción y clasificación científica de los vegetales.[5]